# Metodo baconiano

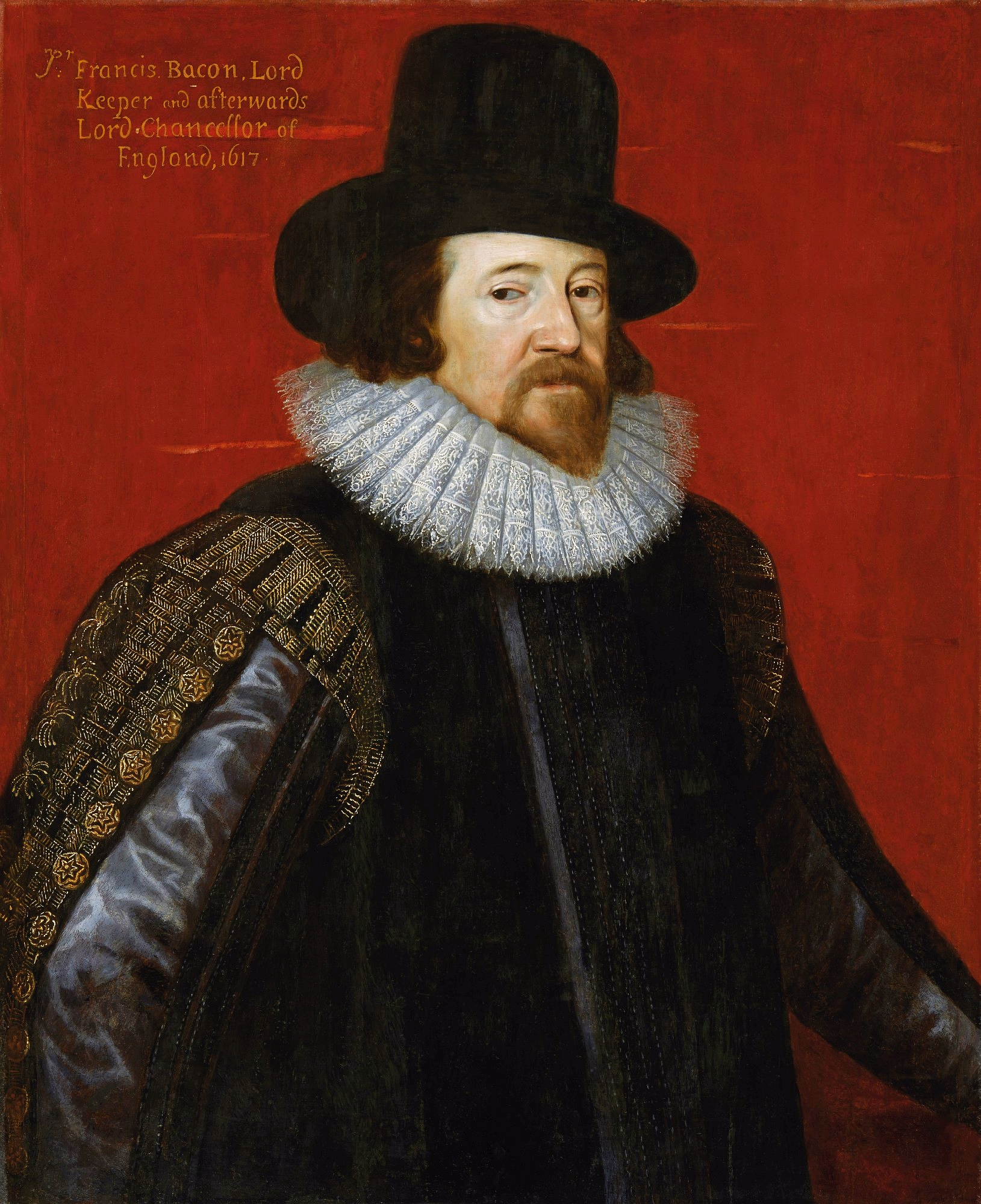
Francesco Bacone

Il metodo baconiano è il processo elaborato dal filosofo inglese Francesco Bacone per raggiungere la conoscenza certa di un fenomeno. In questo metodo si possono distinguere due parti fondamentali: la pars destruens distruttiva e la pars construens costruttiva.

## Pars destruens: gli idola
Bacone riconosce l'esistenza di numerosi «pregiudizi della mente» che, essendo radicati nell'intelletto umano, obnubilano l'essenza stessa della natura (oggi parleremmo di "distorsioni cognitive"); definisce quindi questi errori idòla (i:'dɔ:la), cioè idoli, poiché l'uomo li onora al posto del vero Dio, della verità:	
Bacone distingue quattro tipi di idòla:
1. Gli idòla tribus sono i pregiudizi della tribù (intesa come società), connaturati nella mente di tutta la specie: li possiede ogni essere umano. Il più noto degli idòla tribus è quello della fallibilità dei sensi: l'uomo dà troppa importanza all'esperienza sensibile, ed è convinto che questa non possa ingannarlo.[3] Un altro noto idòla tribus è la tendenza nel vedere un principio d'ordine, ossia di voler vedere un finalismo nella natura: «la natura non ha fini, solo l'uomo ne ha».
2. Gli idòla specus, ossia «della caverna», costituiscono un fortissimo richiamo alla filosofia platonica e al suo mito della caverna, ma in tono negativo. Qui per Bacone la caverna è la mente di ciascuno di noi, che rifrange ed altera il lume della natura: questi infatti sono pregiudizi che appartengono al nostro inconscio, propri di ciascun individuo, dipendenti dalla sua educazione, dal suo stato sociale, dalle sue abitudini e da casi fortuiti. Tutti siamo portati a proiettare all'interno e negli altri noi stessi, e forzare la realtà in una direzione.
3. Gli idòla fori, ossia «della piazza», sono dovuti al linguaggio e alla sua fallacità, ai suoi equivoci; molte parole non hanno significato, non corrispondono a nulla di reale (quasi tutte quelle usate dai filosofi), altre ne hanno molteplici, corrispondono a molte cose. Fonti degli idòla fori sono infatti quei termini che, diffusi da false teorie, non colgono alcun significato preciso («fortuna», «elemento del fuoco», «primo immobile», «orbite dei pianeti») o che descrivono cose che esistono, ma che nella realtà sono confuse e male determinate: è questo il caso di parole che descrivono qualità («poroso», «grave», «denso», «leggero») e azioni («generare», «corrompere»).[3]
4. Gli idòla theatri sono quei pregiudizi che derivano dalle dottrine filosofiche del passato, paragonate a mondi fittizi o a scene teatrali, simbolo della forte critica che Bacone fa alle differenti scuole filosofiche assimilandole a favole o sceneggiate. In particolare, Bacone distingue tre specie di false filosofie: l'empirica, la sofistica e la superstiziosa. Della filosofia empirica i maggiori esempi sono Gilbert e gli alchimisti, che pretendono di spiegare la realtà con pochi esperimenti, seppur curati; al genere sofistico appartiene la filosofia di Aristotele, che Bacone criticò aspramente in quanto cercò di dare più una descrizione astratta delle cose che andare alla ricerca della loro vera realtà. La filosofia superstiziosa, infine, è quella che si fonde con la teologia, come accade con la filosofia pitagorica e platonica.[3]

## Pars construens: le tavole
Il metodo conoscitivo postulato da Bacone è un procedimento induttivo, tuttavia sostanzialmente diverso dall'induzione aristotelica: mentre questa consisteva in una pura osservazione dei fenomeni, la procedura baconiana prevede che oltre ad osservare si compiano veri esperimenti e si registrino i dati ottenuti. Per questa registrazione il filosofo teorizza diverse tavole:
1. Le tavole di presenza (tabula praesentiae) hanno lo scopo di registrare in che circostanze si verifica il fenomeno studiato (per esempio, tutti i casi in cui appare il calore, comunque prodotto, dal sole, dal fuoco, dai fulmini, per strofinamento, ecc.).
2. Le tavole di assenza (tabula absentiae in proximitate) registrano, al contrario, quando il fenomeno non si verifica, nonostante le condizioni siano simili a quelle notate nelle tavole di presenza: per esempio, sempre per quanto riguarda il calore, la luce della luna o delle stelle, i fuochi fatui, e i fuochi di Sant'Elmo.
3. Le tavole dei gradi, o comparative (tabula graduum), indicano in quale misura accade l'avvenimento studiato, che può quindi manifestarsi nei suoi gradi crescenti o decrescenti: ad esempio, si dovrà porre attenzione al variare del calore nello stesso corpo in ambienti diversi o in particolari condizioni.

Dopo aver effettuato l'analisi e la comparazione dei risultati segnati nelle tre tavole, possiamo senz'altro tentare una interpretazione iniziale o vindemiatio prima (prima vendemmia); in altre parole, le tavole consentono una prima ipotesi sulla forma cercata. Questa prima ipotesi procede per esclusione e per scelta. Lo scienziato esclude (cioè scarta) come forma del fenomeno le caratteristiche mancanti nella prima tavola, presenti nei corpi nella seconda, e che non risultano decrescenti col decrescere dell'intensità del fenomeno, o viceversa. Lo scienziato, invece, sceglie come causa del fenomeno una natura sempre presente nella prima tavola, sempre mancante nella seconda, e con variazioni correlate a quelle del fenomeno nella terza. Nel caso del calore, si può ipotizzare che la causa del fenomeno sia il movimento, non di tutto il corpo, ma delle sue parti, e piuttosto rapido. Il movimento, infatti, si trova quando il caldo è presente, manca quando il caldo è assente, aumenta o diminuisce a seconda della maggiore o minore intensità del calore. La causa del calore non può essere, invece, la luce, perché la luce è presente nella tavola dell'assenza.
L'ipotesi va poi verificata con gli esperimenti. Bacone propone molti tipi diversi di esperimenti e pone al culmine l'experimentum crucis (esperimento della croce), il cui nome deriva dalle croci erette nei bivi decisionali: quando, dopo aver vagliato le tavole, ci troviamo di fronte a due ipotesi ugualmente fondate, l'esperimento cruciale ci toglie dall'incertezza, perché dimostra vera una delle due ipotesi, e falsa l'altra. Esempi di problemi che richiedono l'esperimento cruciale sono la teoria della rotazione o meno della Terra intorno al Sole, le teorie sul peso dei corpi, ecc. Consideriamo, per esempio, quest'ultimo problema. Ecco il bivio: o i corpi pesanti tendono al centro della Terra per la loro stessa natura, cioè per una qualità intrinseca, come voleva Aristotele, o sono attratti dalla forza della massa terrestre. Se fosse vera la prima ipotesi, un corpo dovrebbe avere sempre lo stesso peso; invece, se fosse vera la seconda ipotesi, un corpo dovrebbe pesare di più avvicinandosi al centro della Terra, e di meno allontanandosene. Ed ecco l'esperimento cruciale: si prendano due orologi, uno con contrappesi di piombo e l'altro a molla. Si accerti che le loro lancette si muovano alla stessa velocità. Si ponga il primo in cima a un luogo altissimo, e l'altro a terra. Se è vera l'ipotesi che il peso dipende dalla forza di gravità, l'orologio piazzato in alto si muoverà più velocemente, a causa della diminuita forza di attrazione terrestre, per effetto della Dilatazione temporale gravitazionale.

## Limitazioni del metodo baconiano
Sebbene presenti molti elementi in comune con il metodo scientifico moderno, la procedura di Bacone manca di un elemento fondamentale: la matematica; ovvero lo strumento rigoroso di un'analisi quantitativa delle esperienze scientifiche di cui, di lì a poco, Galilei comprenderà l'importanza fondamentale.
Inoltre, Bacone sostiene, a differenza di Galilei, di voler conoscere lo schematismus latens ed il dinamismus latens della realtà, cioè la struttura nascosta e l'elemento dinamico latente delle cose: in qualche modo, dunque, si può dire che Bacone sia ancora alla ricerca dell'essenza, cosa che lo differenzia moltissimo dalla concezione scientifica moderna.